# Lexington (Alabama)
Lexington è un comune degli Stati Uniti d'America situato nella contea di Lauderdale dello Stato dell'Alabama.